# Авторська кухня
Авторська кухня — термін, що позначає меню ресторану або іншого закладу харчування, що складається з фірмових страв, тобто унікальних страв, що ідентифікують окремого шеф-кухаря або заклад.

## Опис
Авторську кухню розглядають як авангардний напрям кулінарного мистецтва, що сформувався в Іспанії у 2000-х роках, згодом це поняття набуло розповсюдження в країнах Західної Європи та надалі — в усьому світі.
Через те, що професійна кулінарія та ресторанний бізнес існують вже кілька століть, шеф-кухарям складно створити меню, яке буде повністю складатися з фірмових страв. Внаслідок цього у деяких ресторанах (особливо у містах або країнах, в яких слабко розвинена або відсутня система оцінювання ресторанного бізнесу) можливо натрапити на меню, що має назву авторське, але складається зі страв, які просто не готують у даному місті, але які створені або навіть відомі в інших країнах.
Мають місце випадки, коли цим поняттям шеф-кухарі виправдовують свій непрофесіоналізм, намагаючись перенести провину на відвідувачів, звинувативши їх у «нерозумінні високої кухні». В такому випадку страви виходять відверто несмачні, проте таких більше немає ніде.

## В Україні
Концепція авторського меню в Україні слабко розвинена, мають місце випадки, описані у двох попередніх абзацах. Однак через це виникає парадокс — нерідко професійні кухарі зі своїх унікальних страв не формують авторське меню, а залишають фірмовими, або взагалі ніяк не виділяють їх в меню.
У ресторанному бізнесі України найбільший попит мають традиційні страви. За оцінкою ресторанного експерта Ольги Насонової, тільки 10 % ресторанної аудиторії готові скуштувати нові оригінальні страви. Тому для розвитку концепції авторських меню є важливим пристосувати кулінарні традиції України до сучасної ресторанної кулінарії.